# Harpokration z Argos
Harpokration z Argos – urodzony w Argos, medioplatoński filozof z II wieku n.e. Był uczniem Attikosa. Napisał m.in. Komentarze do Platona (24 księgi) oraz Słownik platoński (2 księgi), które nie zachowały się do naszych czasów. W zawartej tam nauce o hipostazach i doktrynie etycznej, widać również wpływy Numeniosa.